# Biliuhe Shuiku
Biliuhe Shuiku är en reservoar i Kina. Den ligger i provinsen Liaoning, i den nordöstra delen av landet, omkring 220 kilometer söder om provinshuvudstaden Shenyang. I omgivningarna runt Biliuhe Shuiku växer i huvudsak blandskog.
Genomsnittlig årsnederbörd är 948 millimeter. Den regnigaste månaden är juli, med i genomsnitt 297 mm nederbörd, och den torraste är januari, med 9 mm nederbörd.